# ترنيمة عيد الشكر

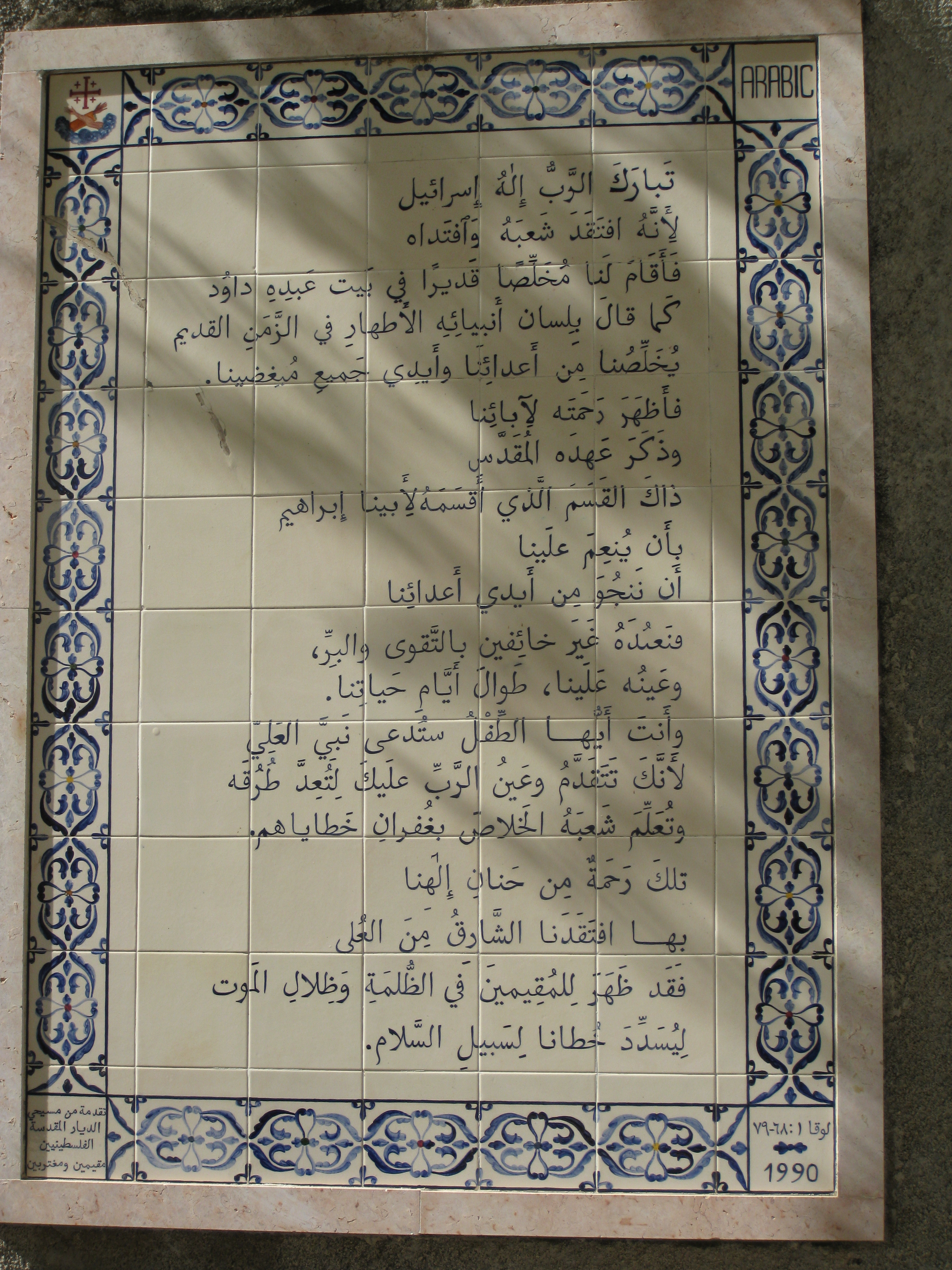
ترنيمة عيد الشكر بالعربية

ترنيمة عيد الشكر الواردة في إنجيل لوقا 1: 68-79 هي أحد الترانيم الثلاثة في الفصلين الأولين من هذا الإنجيل، والاثنان الآخران هما نشيد مريم والآن تطلق. وترنيمة عيد الشكر هو ترنيمة ترنم بها زكريا بمناسبة ختان ابنه يوحنا المعمدان.